# 貞享義民記念館
貞享義民記念館（じょうきょうぎみんきねんかん）は、中萱村元庄屋多田加助を中心として1686年（貞享3年）に松本藩で起きた百姓一揆、貞享騒動（加助騒動）の顕彰、及び騒動に関する広域的な保管施設として1992年（平成4年）に建てられた安曇野市立の記念館である。

## 設立の趣旨
加助達義民の業績は単に「年貢軽減のための経済闘争」にとどまらず、士農工商といわれた身分制度の厳しい封建社会において「俺たち百姓も人間として生きたいんだ」と真に願ったことにある。それは現代で言えば「人権主張」であったととらえ、これを後世に伝え、安曇野の重要な歴史を永続的に顕彰していくこととして、「ふるさと創生」の一環としての意義も含めて「人間として生きる権利の主張」をテーマに設立された。

## 施設
ハの字に設計された建物には、義民達が来てくださったお客様を両手を広げてお迎えしよう、との意味が込められている。
外壁のタイルは、騒動に参加した1万人の百姓たちを象徴している。硬いタイルをがっちり組んであるのは、「上からの権力には潰されないぞ」という義民の意志の強さを表している。
ホール天井は蓑笠の笠を模したものである。車廻状の意もある。
正面入り口左には日本国憲法第11条・12条が、右には世界人権宣言第1条の碑文が日本語と英語で書かれている。
館外には井戸があり、地下130mから汲み上げた水を開館に合わせて流している。義民の清らかさを表していると同時に、潤す意も込められている。（加助達の生きた時代、この地域は水争いも起きるほど水不足に悩まされていた。）

## 義民シアター
夢道場では騒動の顛末を切り絵で立体映像（トリックイマジネーション）化して再現した「貞享義民物語」が随時上映されている。（上演時間17分）

## 主な展示品
- 一揆に関する展示品
- 「信府統記」（コピー）
- 加助木像レプリカ（水野家から寄贈された実物は道を挟んだ向かいの貞享義民社に安置）
- 騒動の最中に藩と村の間で取り交わされた文書

## 特記事項
2002年（平成14年）11月には「第6回全国義民サミット」が貞享義民記念館10周年記念として当館を中心に開かれた。
2008年（平成20年）3月には「田圃のまん中に世界人権宣言の碑文」ということでルイーズ・アルブール国際連合人権高等弁務官（当時）の目にとまり、国連人権高等弁務官事務所のホームページに当記念館の写真付きで取り上げられた。
2009年（平成21年）11月には「第12回全国義民顕彰集会 in 安曇野」が開催されたが当記念館も会場の1つであった。

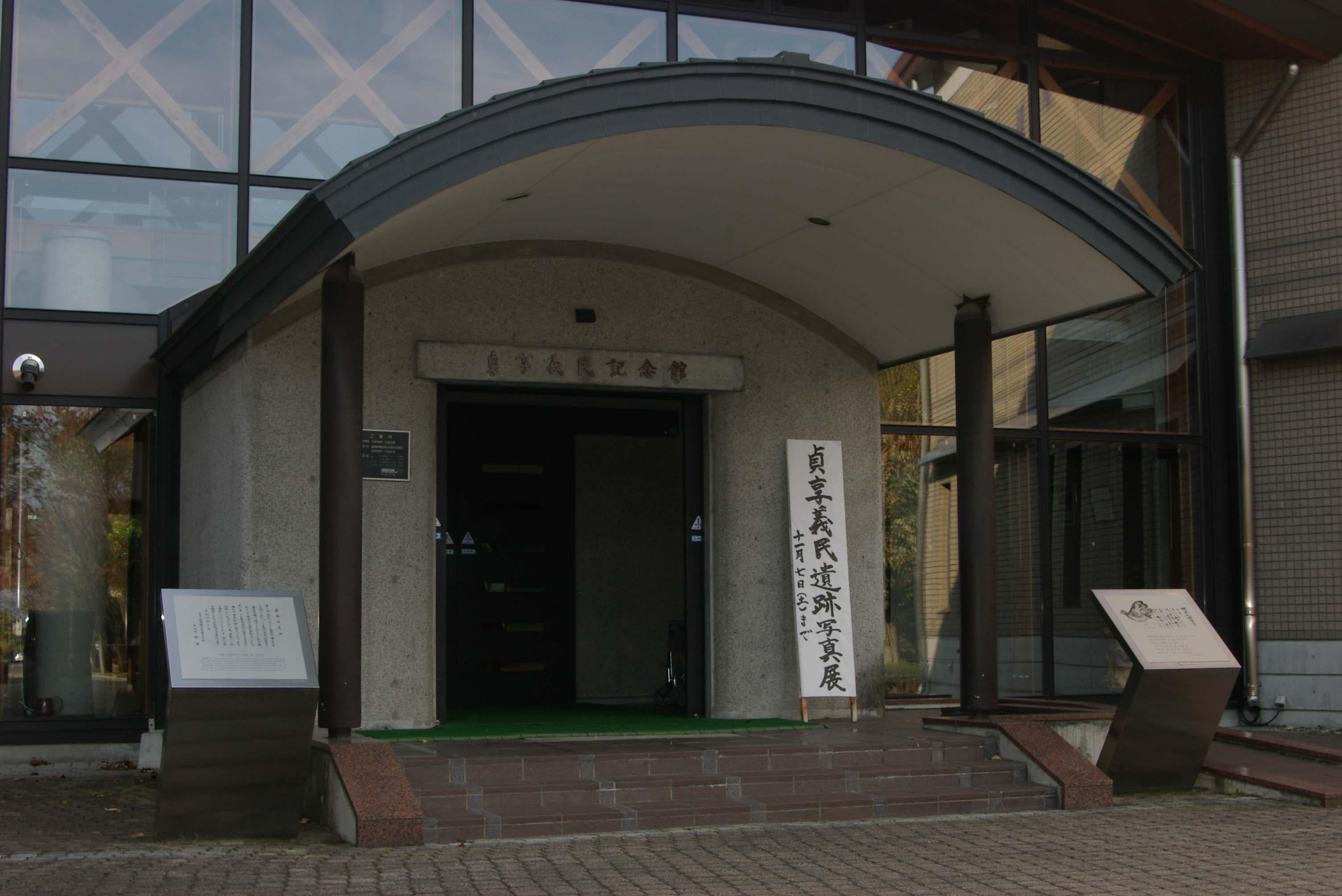
義民記念館正面玄関
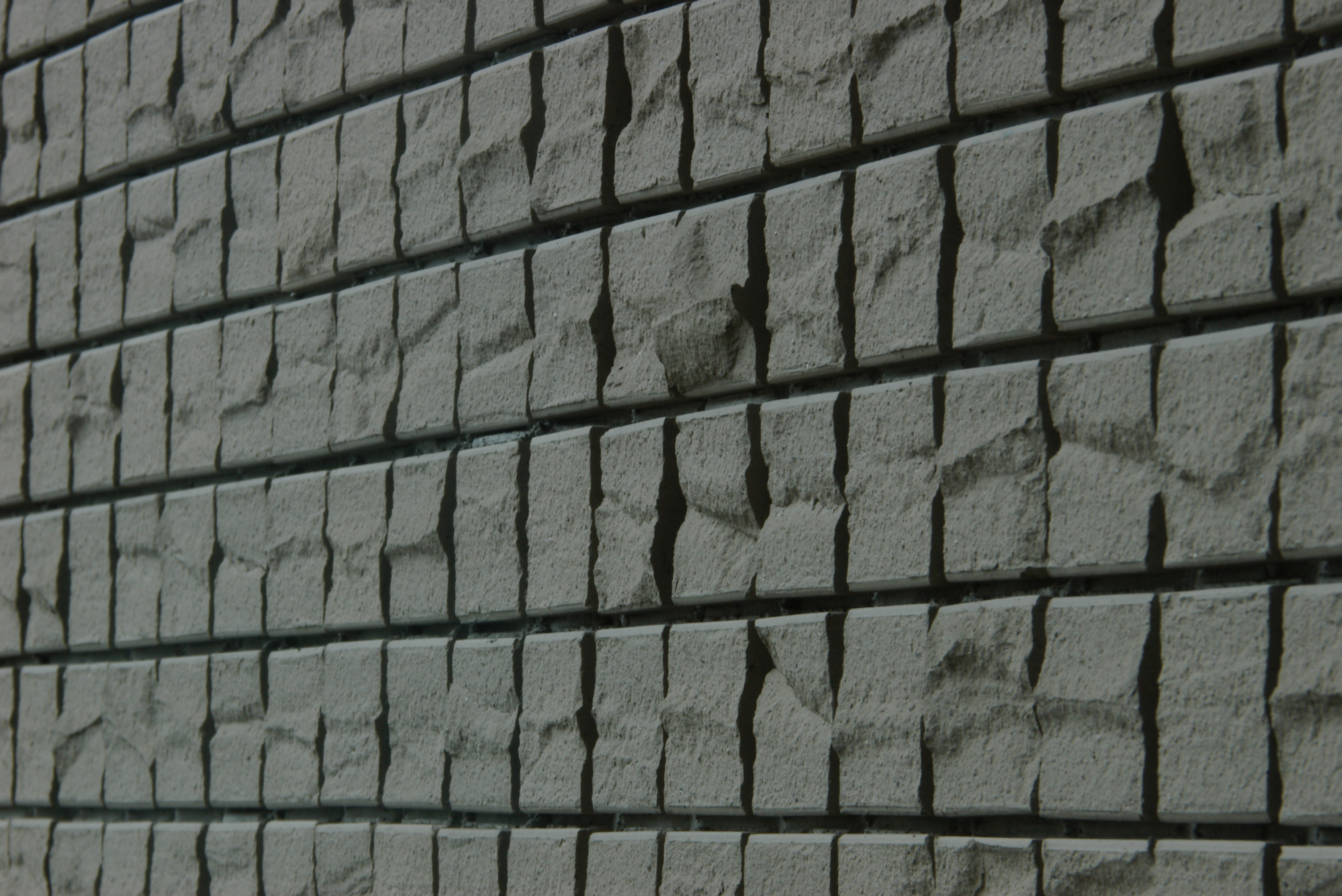
義民記念館外壁
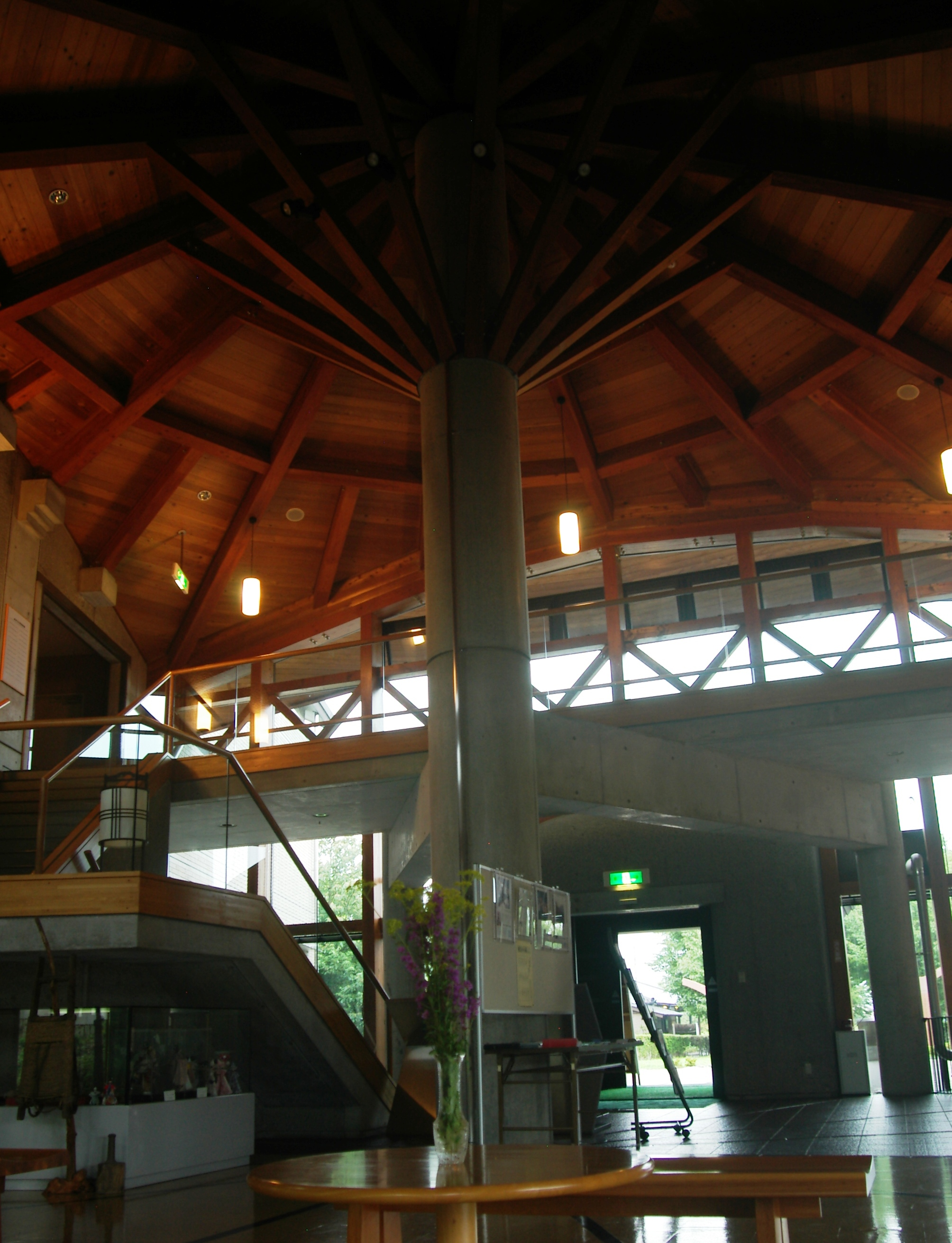
義民記念館メインホール
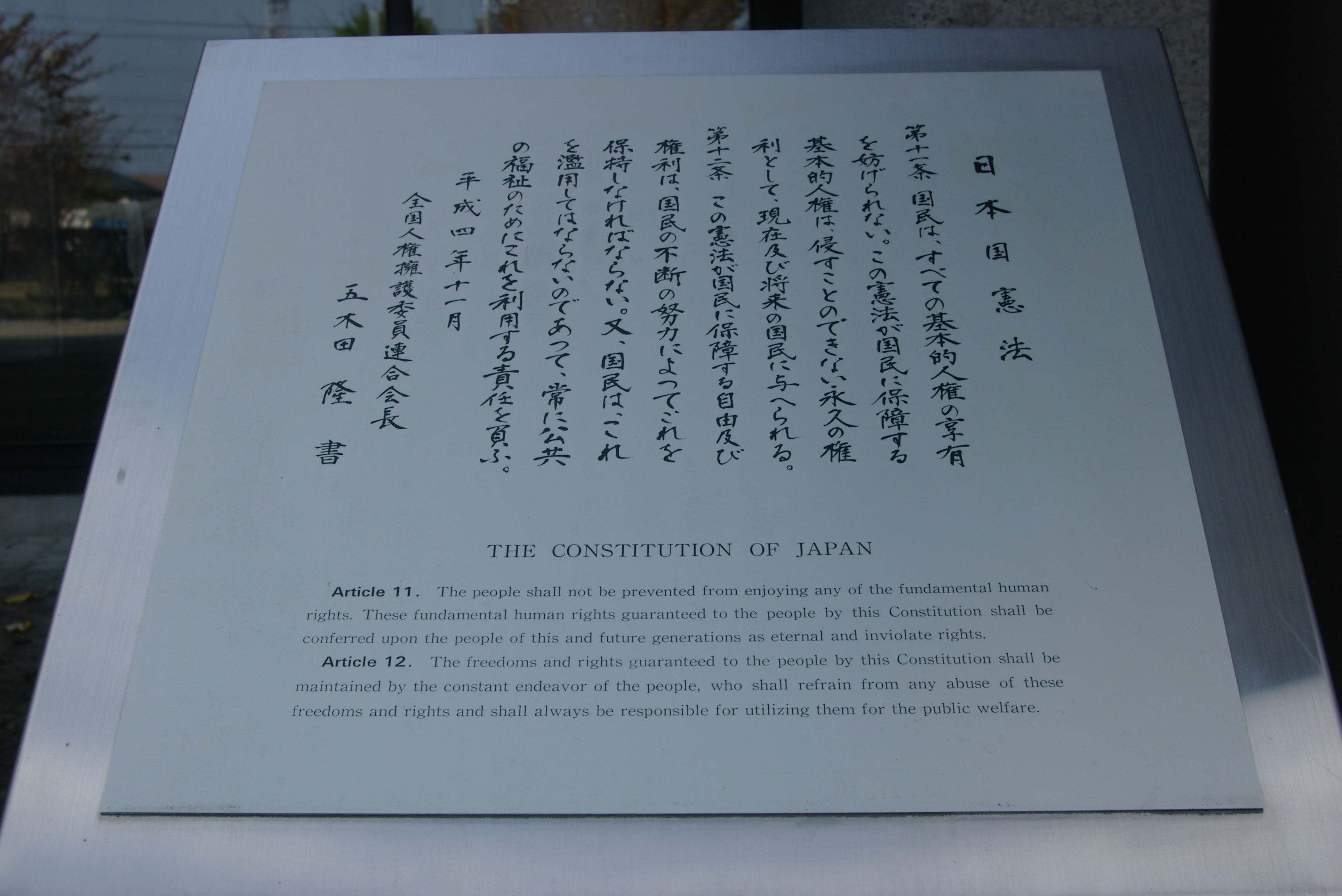
日本国憲法の碑文
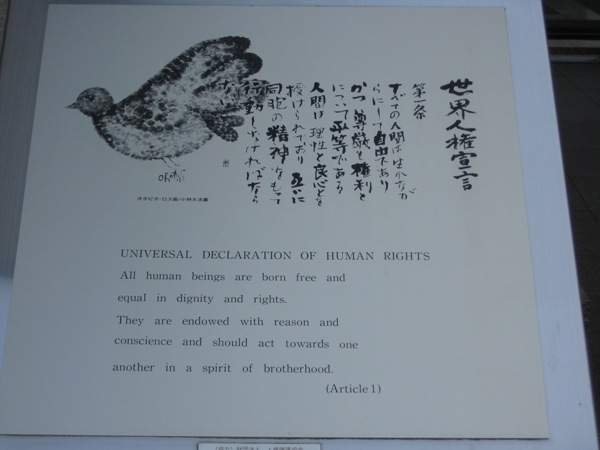
世界人権宣言の碑文

## 交通アクセス
- 鉄道：JR大糸線中萱駅から徒歩約10分。
- 自動車：長野自動車道安曇野ICから車で約15分。